# Nexus (Unternehmen)
Die NEXUS AG ist ein auf Krankenhausanwendungen spezialisiertes deutsches Software-Unternehmen aus Donaueschingen.

## Unternehmen
Nexus ist ein auf Krankenhausanwendungen spezialisiertes deutsches Software-Unternehmen und wurde 1989 gegründet. 2017 zog die Firmenzentrale aus Villingen-Schwenningen in das ehemalige Bundeswehr Gelände nach Donaueschingen um. Das Unternehmen beschäftigte laut Geschäftsbericht 2023 rund 1.930 Mitarbeiter in sieben europäischen Ländern, an 38 Standorten. Die Aktiengesellschaft ist im Aktienindex CDAX notiert.
Am 5. November 2024 wurde vom Finanzinvestor TA Associates aus Boston ein öffentliches Übernahmeangebot an alle Aktionäre der Nexus-AG abgegeben.

## Produkte
Das Unternehmen entwickelt und vertreibt Softwarelösungen für den Gesundheitsmarkt. Dazu zählen das klinische Informationssystem (NEXUS / KIS) mit weiteren Modulen wie z. B. RIS, PACS oder Teleradiologie für die Funktionsanforderungen von Krankenhäusern, Psychiatrien, Reha- und Diagnostikzentren.

## Rezeption
Das Börsenmagazin Börse-Online erstellte in seiner Ausgabe 29/14 eine Rangliste der 30 besten Wachstumsunternehmen in Deutschland. NEXUS AG belegte Platz 1 auf dieser Rangliste für das Jahr 2014.